# گاستون سانگوی
گاستون سانگوی (انگلیسی: Gastón Sangoy؛ زادهٔ ۵ اکتبر ۱۹۸۴) بازیکن سابق فوتبال اهل آرژانتین است که آخرین بار در پست مهاجم برای اتلتیکو پارانا بازی کرد.